# Mainchín de Limerick
Mainchín de Limerick (f. s. VI), también como Mainquino, Mainchino o Munchin, fue un obispo irlandés, y habría sido el fundador de la iglesia de Limerick (Irlanda). Es un santo en la tradición irlandesa, adquiriendo especial eminencia como el santo patrón de la ciudad de Limerick.

## Hagiografía
A través de su padre Sétna, se dice que Mainchín pertenece al Dál Cais, dado un pedigrí que lo vincula con los antepasados de la dinastía O'Brien. Su tutor fue el Corco Mruad saint Mac Creiche según la Vida de ese santo.
Se dice que Mainchín fundó Luimneach (actual Limerick) cuando Ferdomnach, rey de Dál Cais, le otorgó tierras en Inis Sibtond.
Un problema importante con lo anterior es que los mismos Dál Cais se desconocen con ese nombre antes del 930 y los eruditos creen que son descendientes de una población Déisi que emigró a la región en un período incierto. Antes de Dál Cais, la región más grande parece haber estado dominada durante un tiempo por otra gente en su totalidad, Uí Fidgenti, quien finalmente se vieron muy desplazados por los Dál Cais en la segunda mitad del siglo X, aunque después de haberla invadido previamente.
Mainchín también es el santo patrono de Brug Ríg (ahora Bruree) la antigua sede real de Uí Fidgenti.
Se ha argumentado que su aparición en Limerick se debe en realidad a su adopción por los nórdicos, con quienes la familia O'Donovan, representantes tardíos del reino, estaban estrechamente relacionados.
No se conocen sucesores de Mainchín en Limerick antes del siglo XII y, por lo tanto, su existencia no puede verificarse antes de esa fecha.
En el martirologio de Donegal, la fiesta de Mainchín se celebra el 29 de diciembre. En Bruree, su fiesta se conmemora el 2 de enero, pero esta fecha puede haber sido tomada erróneamente de la registrada para San Manchán (Manchéne) de Min Droichit en el Félire Óengusso. La martirología romana también enumera el 2 de enero como el memorial de Mainchín de Limerick.
- Datos: Q2556690